# چلچله پری
چلچله پری یا پرستوی پری (نام علمی: Petrochelidon ariel) نام یک گونه از سرده پرستوهای صخره است.